# Coruia
Coruia – wieś w Rumunii, w okręgu Marmarosz, w gminie Săcălășeni. W 2011 roku liczyła 832 mieszkańców.